# فيليب إتش إيزيلن
فيليب إتش إيزيلن (بالإنجليزية: Philip H. Iselin)‏ هو شخصية أعمال أمريكي، ولد في 1 سبتمبر 1902 في بورت واشنطن (نيويورك) في الولايات المتحدة، وتوفي في 28 ديسمبر 1976 في مانهاتن في الولايات المتحدة.